# Sabinus van Spoleto

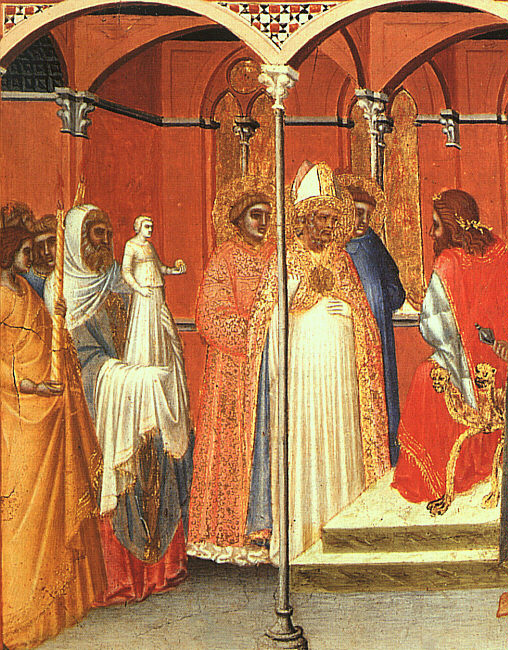
Sabinus van Spoleto

Sabinus van Spoleto of Sabinus van Assisi (†Spoleto, 303), ook bisschop van Fermo genoemd, was een bisschop van de Italiaanse kerkgemeenschap in Assisi en martelaar. Zijn naam komt van het Latijn en betekent behorend tot de stam der Sabijnen, een oud-Italiaans volk.
Zijn gedenkdagen  zijn op 7 en 30 december.

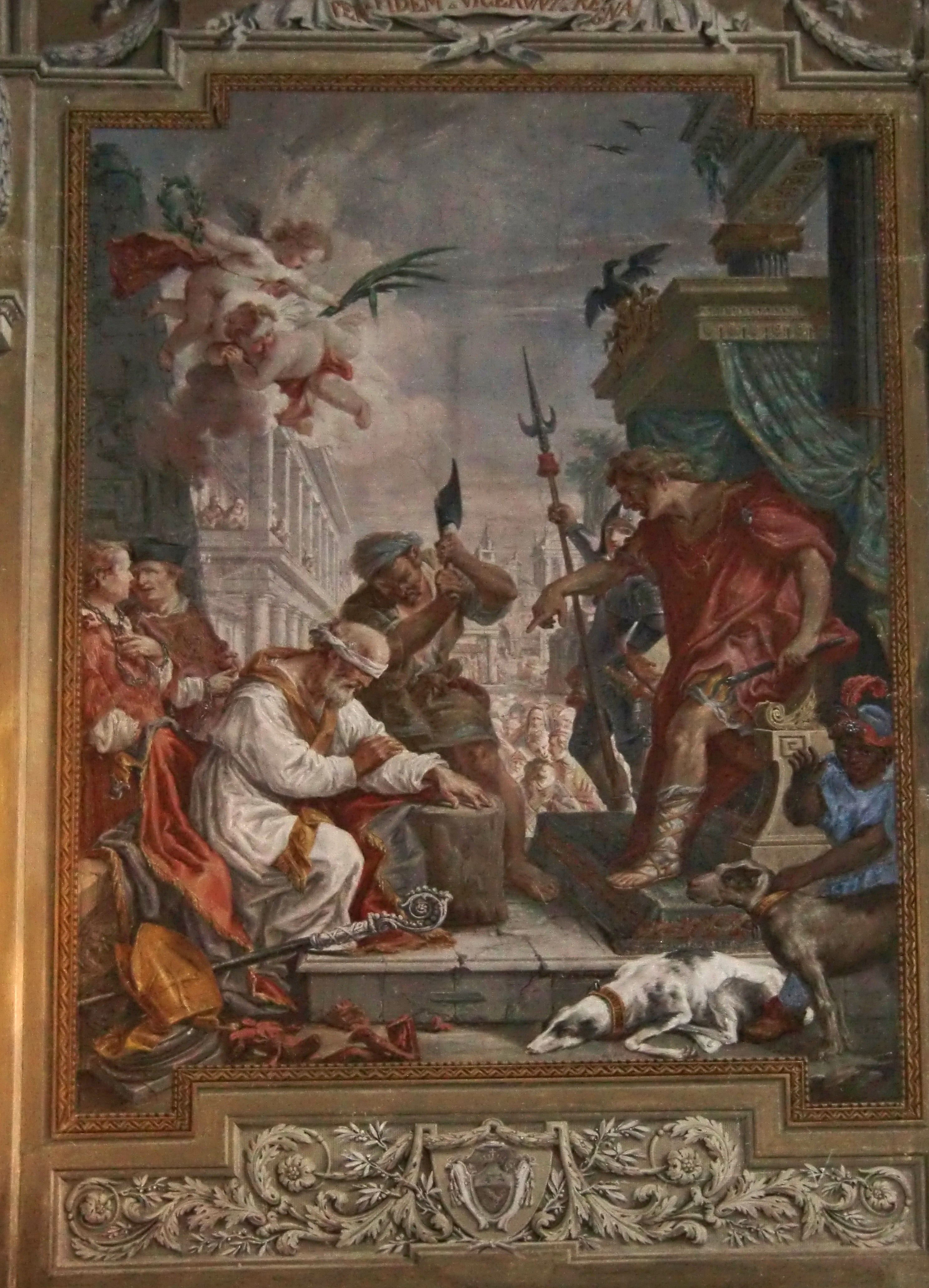
Sabinus zijn handen worden afgehakt

## Leven
Volgens de overlevering was Sabinus bisschop in Assisi. Tijdens de christenvervolgingen onder keizer Maximianus werd hij samen met de diakens Exuperantius en Marcellus en andere gezellen in Assisi gevangengenomen en in Spoleto en gemarteld. De prefect Venustianus liet hem zijn handen afhakken en in een kerker opsluiten. In gevangenschap zou hij mensen bekeerd hebben en een blinde genezen hebben. Ook de prefect en zijn gezin zouden zich hebben laten bekeren. Op 7 december 303 werd hij dood gemarteld.

## Verering in Italië
Vanaf de vroege christentijd is hij als martelaar zeer vereerd. Voor Midden-Italië was hij een van de populairste heiligen. Zijn graf werd een bedevaartsoord. Hij is de patroonheilige van Spoleto, Siena, Assisi en Fermo. De kathedraal van Bari is aan hem toegewijd.
Hij is afgebeeld op mozaïeken uit de zesde eeuw in de basiliek van Sant'Apollinare Nuovo in Ravenna en in de basiliek Sint Francesco in Assisi. In de middeleeuwen hebben verschillende steden relieken van hem bewaard. Bij de kathedraal van Fermo bevindt zich een standbeeld uit 1776 van Sabinus.

## Verering in Duitsland
In 1191 zijn er relikwieën overgebracht naar het klooster Windberg in Straubing in Beieren. In Prenzlau is een rond 1200 een kerk naar hem gewijd. In Prenzlau roept men de Heilige Sint Sabinus aan bij overstromingen. De kerk is nog steeds een parochiekerk.